# Gaston III van Foix-Béarn
Gaston III van Foix-Béarn ook bekend als Gaston X van Béarn en bijgenaamd Phoebus (Orthez, circa 1331 - aldaar,1 augustus 1391) was van 1343 tot aan zijn dood graaf van Foix, burggraaf van Béarn en co-vorst van Andorra. Hij behoorde tot het huis Foix.

## Levensloop
Gaston III was de zoon van graaf Gaston II van Foix-Béarn en diens echtgenote Eleonora, dochter van graaf Bernard VII van Comminges. Wegens zijn mooie uiterlijk had hij als bijnaam Phoebus, de Latijnse naam van de Griekse god Apollo.
In 1343 volgde hij zijn vader op als graaf van Foix en burggraaf van Béarn. Zodra hij in 1347 zelfstandig begon te regeren, moest Gaston als vazal een eed van trouw afleggen aan koning Filips VI van Frankrijk. Hij deed dit wel voor het graafschap Foix, maar niet voor het burggraafschap Béarn, dat Gaston Phoebus als een onafhankelijk leengoed beschouwde.
Net als zijn vader assisteerde Gaston III Frankrijk in de oorlog tegen Engeland en werd hij toevertrouwd met de verdediging van Gascogne. Toen de nieuwe Franse koning Jan II in 1350 het graafschap Armagnac steunde in hun dispuut met het graafschap Foix over het bezit van het burggraafschap Béarn, beëindigde Gaston III zijn koninklijke dienst. Vervolgens ging in 1356 samen met de Duitse Orde vechten tegen de heidense Pruisen. Na zijn terugkeer naar Frankrijk bevrijdde hij in 1358 Franse edelvrouwen die tijdens de Jacquerie-boerenopstand in Meaux waren opgesloten.
In juli 1360 kwam het opnieuw tot oorlog tussen het graafschap Foix en het graafschap Armagnac. Tijdens deze oorlog viel Gaston III eveneens de graaf van Poitiers aan, de koninklijke vertegenwoordiger in de Languedoc. Na bemiddeling van paus Innocentius VI sloot Gaston Phoebus uiteindelijk vrede met de graaf van Poitiers, maar hij bleef verder vechten met de graaf van Armagnac, die in 1362 werd verslagen, gevangengenomen en na het betalen van een hoge geldsom terug werd vrijgelaten. In 1377 kwam het conflict tussen Armagnac en Foix ten einde toen de graaf van Armagnac zijn aanspraken op het burggraafschap Béarn liet vallen. 
Na de vrede met het graafschap Armagnac verbeterde de relatie tussen Gaston III en Frankrijk terug en begin 1380 werd hij door koning Karel V van Frankrijk benoemd tot gouverneur van de Languedoc. Deze benoeming werd geannuleerd toen Karel later dat jaar stierf en opgevolgd werd door zijn zoon Karel VI. Gaston Phoebus weigerde dit te aanvaardden en streed met de steun van de inwoners van de Languedoc twee jaar lang tegen hertog Jan van Berry, zijn opvolger als gouverneur. Toen hij in 1382 uiteindelijk werd verslagen, beëindigde hij de strijd en trok hij zich terug in zijn landgoederen. Voortaan was hij een onafhankelijk en neutraal vorst en hij ging resideren in Orthez, de hoofdstad van Béarn.
Gaston III had een grote voorliefde voor jagen en ook had hij smaak voor kunst en literatuur. Verschillende mooie manuscripten die op zijn vraag waren gemaakt bestaan nog steeds en in 1387-1389 schreef hij verschillende handschriften over de jacht, gebundeld in Le Livre de Chasse.
In de zomer van 1391 stierf Gaston III toen hij een beroerte kreeg tijdens het handenwassen na een berenjacht. Omdat hij geen wettige nakomelingen had, gingen het graafschap Foix en het burggraafschap Béarn naar de Franse koning Karel VI, die beide leengoederen aan Matheus van Foix-Castelbon schonk, een neef van Gaston Phoebus. Na zijn dood werd hij bijgezet in de Abdij van Boulbonne.

## Huwelijk en nakomelingen
Op 5 juli 1349 huwde hij met Agnes (1334-1396), dochter van koning Filips III van Navarra en koningin Johanna II van Navarra. Ze kregen een zoon:
- Gaston (1361-1382)

Zijn zoon Gaston zou volgens de kronieken van Jean Froissart deelgenomen hebben aan een complot tegen zijn vader en een poging ondernomen hebben om hem te vergiftigen. Nadat het complot werd ontdekt, werd Gaston opgesloten en zou hij door zijn vader tijdens een ruzie zijn doodgestoken. Het is helemaal niet zeker of dit effectief gebeurde, want er bestaat geen enkel gedocumenteerd bewijs over.
Daarnaast had Gaston Phoebus vier buitenechtelijke kinderen:
- Garcia, burggraaf van Ossau
- Peranudet, jong gestorven
- Bernal (overleden in 1381), graaf van Medinaceli
- Jan of Yvan (overleden in 1393)